# Restauracija kapitalizma
Restauracija kapitalizma je retrogradni istorijski proces povratka socijalističkog društveno-ekonomskog uređenja (real socijalizam i samoupravni socijalizam) u kapitalistički u istočnoevropskim zemljama, Jugoslaviji, republikama SSSR-a te u Kini i Vijetnamu krajem XX. i početkom XXI. veka. U svom najširem smislu označava ekonomske i političke prilike u državama u kojima je sprovedena restauracija kapitalizma.
Pod neokapitalističkim državama (sa restauriranim kapitalizmom) se u pravilu podrazumevaju zemlje nekadašnjeg Istočnog bloka s bivšim republikama SSSR-a te SFRJ i Albanija, a isto tako i socijalističke zemlje Dalekog istoka koje postepenim reformama vraćaju kapitalistički poredak poput Kine i Vijetnama; retko se tu svrstavaju zemlje 'Trećeg sveta' kao što su npr. Etiopija, Kambodža, Jemen, Venecuela ili Sejšeli jer su pokušaji izgradnje socijalističkog poretka bili kratkotrajni.
Iako prilike u društvima restaurisanog kapitalizma bitno variraju od zemlje do zemlje, kod svih njih se zbila prvobitna akumulacija kapitala, tj. formalna ili stvarna transformacija (otimanje) društvenog ili državnog vlasništva u privatne ruke: kleptokratija, mafiokratija; privreda se prepušta 'slobodnom tržištu', tj. monopolizmu svetskih korporacija i financijskih institucija, šta je poprimilo razmere kolonizacije. Obrušavanje socijalizma je pogodovalo razvijenom kapitalističkom svetu jer njihovo novo tržište zaustavlja veliku ekonomsku depresiju 1980-ih, ali kratkoročno, da bi se od 2000-ih godina nastavila ekonomska kriza. Za razliku od toga u veċini neokapitalističkih država 1990-ih započinje veliki privredni pad unatoč jakim financjskim injekcijama. Sve države (osim Belorusiije i Kine) beleže pad industriijke proizvodnje. Tako npr. na području DDR-a (6. industrijska velesila u svetu) dolazi do velikog upropaštavanja "suvišne industrije", a Rusija 2003. u odnosu na 1990., unatoč velikom bogatstvu plina, nafte i ruda, ima samo 66% nekadašnje proizvodnje s time da je elektro industrija svedena na 19% od nekadašnje, mašinska na 54%, drvna i papirna industrija na 48%, prehrambena industrija na 67%...
Preobraźaj jednopartijske partitokratije u višepartijsku partitokratiju, često nije doveo do stvarne demokratizacije društva, več čak do ukidanja mnogih stečenih osnovnih ljudskih prava poput demokratije na radnom mestu kada su oni koji su stvarali profit odlučivali o raspoređivanju viška vrednosti (u modernizaciju proizvodnje, za proširenu stanogradnju, za svoja odmarališta, za udovoljavanje svojih potreba u kulturi, umetničkom izražavanju, sportu te za potrebe šire zajednice), pravo na besplatno zdravstvo, obrazovanje i samoupravljanje u mesnim zajednicama.
Restauracija kapitalizma se zbila velikom brzinom i obično imala posledice u naglom siromašenju najširih slojeva stanovništva (pauperizacija), odnosno naglom bogaćenju uskog kruga predatora, "novokomponovanih" kapitalista - tajkuna. Uz te trendove se vezivao i trend rastauracije korupcije i kriminala, odnosno raznih oblika društvene patologije kao potpune degradacije kulturnih standarda stanovništva, patološki konzumerrizam siromašnih, repatrijarhalizacija društva, odsustvo etičkih principa itd.

### Termini
Termin restauracija kapitalizma (ponovno uspostavljanje oborenog društvenog poretka) je nastao odmah nakon uspostave prve socijalističke zemlje (Sovjetskog Saveza) kada unutar levice nastaju rasprave o opasnosti restauracije kapitalizma da bi Staljin u svojim napadima  1948. na FNRJ i KPJ optuživao ih za restauraciju kapitaizma, opet razračunavanje sa staljinizmom u SSSR-u Mao Ce Tung 1962. okarakterisao je kao restauraciju kapitalizma kada optužuje i Jugoslaviju za restauraciju kapitalizma zbog uvođenja tržišne privrede. Radnički maoistički pokreti širom sveta 1970-ih optužuju SSSR i KPSS radi skretanja sa pravog Staljinovog puta, tj. za revizionizam i restauraciju kapitalizma. Početkom 1990-ih taj termin postaje aktuelan u stručnoj istorijsko-sociologijskoj literaturi, ali češće je u javnosti u upotrebi neutralan i uopšten termini tranzicija, zemlje u tranziciji, ekonomska tranzicija, ali kako su većina zemalja, tj. društava i ekonomija na svetu u stalnoj tranziciji struka koristi preciznu sintagmu restauracija kapitalizma ili opisno, tranzicija iz socijalizma u kapitalizam. Isto tako ovaj proces se ne može nazivati postsocijalizam, iako se događa u postsocijalističkim zemljama, jer u političko-ekonomskoj literaturi socijalizam je prelazna faza prema komunizmu (besklasnom društvu) pa termin postsocijalizam podrazumeva komunizam. U SAD-u je skovan neologizam postkomunizam, kao deo hladnoratovske (antikomunističke) kampanje. Kako u niti jednoj zemlji na svetu nije ostvaren komunizam, ovaj termin je apsurdan, ali u kategoriji psihološkog rata, za sve negativne, retrogradne pojave prilikom restauracije kapitalizma u asocijativnom sklopu kriv je 'komunizam'.

## Rekli su o restauraciji kapitalizma
- "Ja bih to nazvao identitetskom politikom. To znači da je izvesna doza nacionalizma uslov da politička stranka stekne legitimnost, to je nešto što joj stvara mogućnost da uđe u parlamentarni sistem i da uspešno nastupa na izborima. To je danas referencijalni okvir kojim se legitimira politički establišment. Za to postoji značajan razlog. Naime, ova restauracija kapitalizma, pogotovo na prostoru nekadašnje jugoslovenske federacije, je za većinu stanovništva vrlo problematična stvar, jer je donela pad standarda, životnih mogućnosti i kvaliteta života. Zbog toga političke stranke legitimet traže u nacionalizmu ili u onome što mi prepoznajemo kao nacionalizam. To naravno ima zastrašujuće posljedice na javni intelektualni standard, ali to je već drugo pitanje." - sociolog Rastko Močnik, intervju za Radio slobodna Evropa 29. VII. 2012.
- "Navedena problematika je naročito izražena u zemljama koje su početkom 1990.-h godina napustile dotadašnji (nominalno socijalistički) način (ili oblik) ekonomskog i društvenog razvoja. Razlog je u restauraciji kapitalističkog načina proizvodnje postupkom (postupcima) što se opisuje izrazima "šok terapija" "posvemašnja i ubrzana privatizacija" , "uvođenje tzv. čisto tržišne ekonomije", često i kao "uvođenje divljeg kapitalizma"." - Ante Ležaja, predgovor Miloš Pick, Quo vadis, homo sapiens? - H-Alter, 6. XII. 2011.
- "Proces pretvorbe i privatizacije je u suštini bio obnova kapitalizma putem primarne akumulacije kapitala. Ono što se još naziva i divljim kapitalizmom, crony, pa i tajkunskim kapitalizmom, zapravo je bio uobičajeni tijek nastanka i razvoja kapitalizma periferije. Pritom se njegova specifična osobina tiče nacionalne države kojoj je pripala uloga stvaratelja sistema i vladajuće klase, umjesto da se zbilo obrnuto – da je vladajuća klasa stvorila državu i ekonomski sistem. Istovremeno je namjera rada pokazati da nisu dovoljno precizne tvrdnje prema kojima je proces pretvorbe i privatizacije trebao i mogao biti pravedniji u slučaju pobjede druge političke opcije. Na temelju navedenog može se bolje razumjeti paradoks da je Hrvatska u proces pretvorbe i privatizacije ušla kao jedna od zemalja s najboljim pretpostavkama, a iz njega izašla kao jedan od najneuspješnijih primjera" Dimitrije Birač Politička ekonomija Hrvatske: obnova kapitalizma kao “pretvorba” i “privatizacija”, Politička misao, god. 57, br. 3, 2020, str. 63-98
- Ovaj regres koštat će nas sto godina[22] . ·"Socijalistička opcija je bila bitno okrenuta u budućnost, a sadašnja nacionalistička okrenuta je u prošlost. Na djelu je ovdje prava povijesna perverzija: prošlost preuzima na sebe ulogu orijentira za budućnost!? Pa, normalno se onda postavlja pitanje: gdje je tu mjesto za bilo kakvo kritičko mišljenje? Ako, naime, prošlost ima da zamijeni budućnost (bilo to pojedinca ili cijelog društva), onda na djelu može biti samo puko tavorenje od danas do sutra, jer tu onda nikakvoga “kompasa” za bilo kakav smisleni život – nema na vidiku! A u takvoj povjesnoj situaciji upravo živimo! Ovo sad posve je ispražnjeno od bilo kakve ideje, perspektive i smisla, jer je ono buduće stavljeno ad acta. Pljačka, korupcija, mito, organizirani kriminal od vrha do dna, što se šatrovački imenuje “drp-sistem”, jedina je realna opcija danas!" Milan Kangrga[23]
- "Bit će vam bolje kad vam bude gore. Restauracija kapitalizma u zadnjih četvrt stoljeća se u Hrvatskoj preočito pokazala kao potpuna katastrofa." - Mate Kapović za Index.hr 29. III 2014.
- "Stoga tranzicija zapravo predstavlja jednu specifičnu suspenziju demokratije i radnih prava. Najavljivani bolji život konstantno se odlaže za budućnost, što omogućava sprovođenje politika kojima se, najčešće pod okriljem nacionalnog interesa, protežira interes kapitala. Rezultati ovog procesa danas se mere uništenim preduzećima, izgubljenim radnim mestima, nenaplativim kreditima i minimalnim primanjima. Restauracijom kapitalizma nije rešen nijedan egzistencijalni problem stanovništva već upravo suprotno – na delu je potpuna socijalna devastacija većine stanovništva u okviru matrice neoliberalizma." - Iz najave konferencije: Bilans "tranzicije" – doprinos analizi posledica restauracije kapitalizma; Beograd 8. i 9. XII. 2014.
- "Restauracija kapitalizma u uvjetima povratka u “dugo 19. stoljeće” ima, dakle, nekoliko folklornih ekstenzija koje su u hrvatskom društvu zadobile mjesto identitetske kralježnice nacije. Ravno iz trbuha povratka u mitsku prošlost, osmišljeni su i zaposjednuti ideološki aparati kojima bi se nacionalni imaginarij – neka čudna smjesa predromantične ideje hijerarhijske i nekonfliktne zajednice, “stališa”, pokornosti i prešućenih okolnosti restauracije kapitalizma – trebao zacementirati jednom za svagda, očistiti od virusa prosvjetiteljstva, moderniteta, komunističke represije i socijalističke pogube sekularnosti. Zamišljanje takve zajednice nije moguće bez Crkve, štoviše, to je njezin autorski prilog. Jedna od naizgled folklornih, ali strukturno temeljnih ekstenzija sastoji se u desekularizaciji odgojno-obrazovnog polja i ona se, na zadovoljstvo pobornika, provodi uspješno već dvadeset i pet godina od vrtića do sveučilišta." - Dean Duda u intervjuu "Država vjerskog blagostanja", Bilten, 2. XII. 2016.
- "Ako je koncept 'evropskih integracija' ideološka šifra za diskurzivnu normalizaciju socijalnog nasilja koje restauracija kapitalizma u post-jugoslavenskim prostorima predstavlja, koje opcije artikulacije otpora to ostavlja u kontekstu u kojemu je marksizam pometen s javne scene kao rudiment povijesno kompromitiranog ideološkog projekta kakvim se konsenzualno predstavlja i jugoslavenski pokušaj uspostave realno postojećeg socijalizma, a svaka je kritika post-politike evro-integracija u potpunosti hegemonizirana od strane desnice." - Iz najave simpozija: Pitanje klase i njegove dislokacije u politike identiteta; Culturenet 14-15. III 2008.
- "Mnogi koji su se devedesetih po ideološkom samoodređenju spontano svrstavali na “ljevicu” tako su, de facto, često pridonosili normalizaciji socijalnog raslojavanja koje je restauracija kapitalizma ubrzala i produbila. Neki od istaknutih prvoboraca liberalne opozicije Tuđmanu u međuvremenu su se ideološki 'otrijeznili' i shvatili gdje je njihovo stvarno mjesto na ideološko-političkom spektru. To prije svega vrijedi za neke komentatore i kolumniste EPH-a, čije indignirane i agresivne reakcije na pojavu ljevice koja otvoreno kritički problematizira kapitalizam, retroaktivno – i ponajprije njima samima – otkrivaju da ljevici nikada nisu ni pripadali. Tako da ne bih nužno govorio o “bezidejnosti” ljevice. Ideja i teorija je bilo napretek, bilo svježe uvezenih, bilo onih preuzetih iz disidentstva osamdesetih. Samo se ispostavilo da one nisu bile lijeve." -  Stipe Ćurković, intervju "Civilnom scenom do restauracije kapitalizma"; Teorija iz Teretane, 12. I. 2012.
- "Ograničenja Manifesta (odsustvo pojma „društvene formacije”; uverenja da kapitalizam u svim društveno-istorijskim kontekstima proizvodi iste rezultate) predstavljena su kao simptomi određenog tipa levičarske teorije sa značajnim praktičkim i političkim posledicama. Tekst pokazuje kako su ta ograničenja analogna nedostacima jugoslovenske kritičke levice: verovanje da je socijalistička revolucija ireverzibilna; potcenjivanje glavnog protivrečja postkapitalističkih društava: „kapitalistički procesi / socijalistiki procesi i prakse”) koja su je sprečila da se adekvatno suoči sa restauracijom kapitalizma." - Rastko Močnik O istorijskoj regresiji (sažetak); Sociološki pregled, 23. VIII. 2018. Vol. 52, br. 2
- "Kontrarevolucija u današnjim zemljama regije poslužila se raspadom Sovjetskog Saveza i ekonomskim nevoljama zemlje, uz rastući nabildani nacionalizam kao movens. Kako vidimo, uvijek sazriju prilike koje onda ove ili one snage iskoriste za dublje (socijalne) promjene negoli je to obična promjena državnih granica. Jasno je da i jedni i drugi – naprednjaci i konzervativci – ne mogu ostvariti svoje ciljeve bez „topovskog mesa“, ... Spomenuti prevrati bili su – na žalost – krvavi, ali je u svemu bitnije da je do njih došlo! Dakle, ništa nije vječno i stoga su zaludni pokušaji konzerviranja stanja, posebno ako je ono bremenito problemima". Babić Ladislav (24.11.2013.) Kontrarevolucija Tačno.net.
- ·"Što se pak tiče kritičkog mišljenja, u toj i takvoj društvenoj, političkoj i kulturnoj situaciji, do dna natopljenoj nacionalističkim duhom, svaka se iole kritička misao odmah krsti – neprijateljskim činom protiv “samostalne, suverene i demokratske Hrvatske”, pa onda bivate proglašeni jugonostalgičarem, srbofilom, komunjarom ili običnim sumnjivim elementom koji radi na rušenju hrvatske države! Kakva kritika, kakvi bakrači! Budi pravi i pošten Hrvat, a što bi to zapravo imalo značiti osim povlađivanja postojećim državnim ili privatnim pljačkašima, to tzv. domoljublje nitko do sada nije uspio odrediti! Ta zatrovanost stanovništva nacionalističkim duhom kao pravim anti-duhom dostigla je do drastičnih razmjera i propagandističnih uspjeha. Javni se život srozao na najniže stupnjeve. Laž je postala “domoljubno-domovinska” kategorija najviše vrijednosti. Novinarka javno demonstrira svoje domoljublje tako što kaže da će “i lagati za svoju državu, ako treba”! Pazimo dobro: “za svoju državu”! Trebala je samo malo konkretizirati i reći: za svoju pljačkašku državu! I kakvo je tu kritičko mišljenje ne samo moguće nego uopće i potrebno?!  Dolazimo do toga da bismo danas morali i mogli iskreno zavapiti, a da pri tom ne budemo nipošto pretjerani: gdje su ona nekadašnja zlatna socijalistička vremena kad je kritičko mišljenje moglo biti na djelu!? Historija je doista puna svakakvih apsurda i perverzija, naročito u sferama duha" Milan Kangrga[23]
- "Postoje dobre vijesti unutar loših vijesti, počinje njemački sociolog Wolgang Streeck u jednom od eseja u knjizi Kako će kapitalizam završiti?. Cijeloj jednoj generaciji zapadnjaka hladni rat je opisivan kao sukob između demokracije i tiranije koji je s restauracijom kapitalizma završio jasnom pobjedom kapitalizma, a time i 'demokracije': loša je vijest (za moćnike) da se danas kriza zapadnih demokracija toliko pogoršala da ova mitološka priča ispada laž; međutim, dobra je vijest za nas da konačno ponovno počinjemo razgovarati o tome." Alessandro Bortolini[24]

## Literatura
- Ekonomika brzog razvoja, časopis Forum Bosne br 12, 2. II. 2001. poglavlje 7. Tranzicija i restauracija: dvije alternativne strategije  7.1. Definiranje pojmova 7.2. Restauracija kapitalizma: glavni ekonomski indikatori
- Burcar, Ljiljana Restavracija kapitalizma, repatrirhalizacija družbe, Sophia Ljubljana 2015.
- Vukša, Tanja, Simović Vladimir Restauracija kapitalizma u publikaciji "Bilans stanja - restauracija kapitalizma u Srbiji" Mašina, 11. XII. 2015.
- Pušnik, Maruša The Restoration of Capitalism After Yugoslavia: Cultural Capital, Class and Power - researchgate.net
- Koroman, Boris Restauracija kapitalizma i remedijacija hrvatske socijalne književnosti - izlaganje na konferenciji Ekonomija i književnost
- Radenković, Ivan Restauracija kapitalizma i penzioni sistem u Srbiji - ekspoze na tribini u Zrenjaninu 19. V 2016.
- Samary Catherine, “Yugoslavia Dismembered“ (1995.).
- Resanović, Luka Bilanca restauracije kapitalizma u Hrvatskoj Radnički portal, 25. VI 2019.
- Močnik, Rastko O istorijskoj regresiji Sociološki pregled Vol. 52 br. 2 (23. VIII 2018)
- Vratuša, Vera Elite u postsocijalizmu, ili kompradorska buržoazija u procesu restauracije perifernog kapitalizma? PDF researchgat. net
- Konferencija: Bilans tranzicije - doprinos analizi posledica restauracije kapitalizma 8-9. XII 2014
- Nemanjić, Miloš Nasleđe Pjera Burdijea: pouke i nadahnuća IFAT Amazon.com
- Koroman, Boris Restauracija kapitalizma i remedijacija hrvatske socijalne književnosti // Ekonomija i književnost/Economy and Literature / Hameršak, Marijana ; Kolanović, Maša ; Molvarec, Lana (ur.). Zagreb: Hrvatska sveučilišna naklada, 2022. str. 299-325